# Spread Group
Spread Group (powszechnie używana nazwa spółki sprd.net AG) – marka parasolowa pięciu międzynarodowych platform handlu elektronicznego z siedzibą w Lipsku i Greensburgu (USA). W skład firmy wchodzą także zakłady produkcyjne w Legnicy (Polska), Krupce (Czechy) i Henderson (USA). Grupa założona w 2002 roku jako studencki start-up pod nazwą „Spreadshirt” obejmuje teraz: Spreadshirt Create Your Own, Spreadshirt Marketplaces, Spreadshop, TeamShirts i SPOD (Spreadshirt Print-on-Demand).
Przedsiębiorstwo social commerce pod marką „Spreadshirt” udostępnia użytkownikom platformę internetową, na której mogą oni nie tylko projektować i kupować T-shirty, lecz także sprzedawać je w Pasażu. Kompleksowy system sklepów internetowych pod marką Spreadshop umożliwia każdemu użytkownikowi stworzenie własnego sklepu z koszulkami i w razie potrzeby zintegrowanie go z istniejącą stroną internetową. Marka TeamShirts umożliwia projektowanie strojów grupowych, zaś SPOD (Spreadshirt Print-on-Demand) pośredniczy między użytkownikami zewnętrznych systemów sklepów internetowych, takich jak np. Shopify, a zakładami produkcyjnymi Spread Group.
Cała działalność biznesowa jest realizowana online: osoba prowadząca sklep przesyła przez Internet swoje grafiki, logo itp. i wykorzystuje je do projektowania swoich produktów. Spread Group odpowiada za realizację wszystkich funkcji niezbędnych do sprzedaży spersonalizowanych produktów merchandisingowych online – od magazynowania, poprzez produkcję, wysyłkę i przetwarzanie płatności, aż po obsługę klienta.

## Historia
Spread Group została założona w 2001 roku pod nazwą „Spreadshirt” przez  Łukasz Gadowski i Matthiasa Spießa. Matthias Spieß miał już wtedy doświadczenie w zakładaniu firm. Drugi dyrektor zarządzający, Michael Petersen, dołączył do firmy jako partner latem 2004 roku. W 2006 roku firma przekształciła się ze spółki z ograniczoną odpowiedzialnością GmbH w spółkę akcyjną AG.
Siedziba Spreadshirt znajduje się w Lipsku-Plagwitz. Firma ma również biura i oddziały w innych europejskich miastach: Berlinie (Niemcy), Legnicy (Polska) i Krupce (Czechy). W 2015 roku w Krupce został otwarty piąty zakład produkcyjny po Lipsku, Legnicy i dwóch amerykańskich oddziałach w Greensburgu (PA) i Henderson (NV).
W lipcu 2006 roku w Spreadshirt zainwestowała londyńska firma venture capital Accel Partners. Część pieniędzy wykorzystano na zakup francuskiej firmy laFraise, która organizuje największy w Europie internetowy konkurs na projekty koszulek. W lipcu 2014 roku laFraise została zamknięta. Nadal działa jednak irlandzka spółka zależna La Fraise Ltd.
1 sierpnia 2007 roku Łukasz Gadowski zrezygnował ze stanowiska Prezesa Zarządu Spread Group i od 2008 roku jest Przewodniczącym Rady Nadzorczej. Następcą Gadowskiego została pochodząca z USA Jana Eggers, która do listopada 2010 roku pełniła funkcję CEO Spread Group. W maju 2011 roku były Dyrektor ds. Marketingu Philip Rooke został powołany na stanowisko CEO. Obecnie członkami Zarządu są CEO Philip Rooke i CFO Tobias Schaugg, zaś współzałożyciel i poprzedni CTO Matthias Spieß przeszedł do Rady Nadzorczej (stan na lipiec 2014 r.). 1 kwietnia 2021 roku nowym CEO Spread Group został Julian de Grahl.
W lipcu 2014 roku Spread Group obejmowała, oprócz Spreadshirt.de, także markę Yink, wywodzącą się z Deutscher Druckservice, przekształconej następnie w Spreadshirt Großbestellungen. Firma istniejąca od 2004 roku nadal jest działem Spreadshirt.
7 stycznia 2016 roku Spread Group zdecydowała o zamknięciu zakładu produkcyjnego w Lipsku. 26 pracowników Spreadshirt Manufacturing Deutschland GmbH zostało zawieszonych w pełnieniu obowiązków. Lipsk odpowiadał za produkcję jedynie 10% europejskiego wolumenu. Pozostałe fabryki znajdują się w Legnicy (Polska) i Krupce (Czechy). Po krótkich negocjacjach pracownicy produkcyjni wrócili do pracy i Spread Group znów produkuje w Lipsku.

## Liczby i fakty
- Europejski rynek Spread Group obejmuje obecnie ponad 8 000 000 motywów na koszulki, które można łączyć w różne kombinacje na ponad 200 różnych produktach[12].
- Obrót za rok 2019 wyniósł 131 mln EUR. Łącznie Spread Group odnotowała wysyłkę ponad 6,4 mln produktów z nadrukami do ponad 170 krajów[13].

## Wyróżnienia
- Srebrna nagroda Best in Biz dla kolekcji Spreadshirt w kategorii Linia Produktowa Roku 2013[14]
- OnlineStar 2006: nagroda specjalna „Założyciel Roku” dla Łukasza Gadowskiego[15]
- Europe’s Top 500 (2006): 5. miejsce wśród najszybciej rozwijających się średnich przedsiębiorstw w Europie, 1. miejsce w Niemczech[16]
- Deutscher Internetpreis 2005: wyróżnienie Ministerstwa Gospodarki i Pracy Niemiec[17]